# Бук-М3
9K317M «Бук-M3» — (кодовые обозначения НАТО / Департамента обороны США: SA-27 / Gollum) российский зенитный ракетный комплекс войсковой ПВО средней дальности. Предназначен для борьбы с маневрирующими аэродинамическими целями, обстрела радиоконтрастных наземных целей и поражения надводных целей в условиях интенсивного противодействия как огневого, так и радиоэлектронного.

## История проекта
Работа по созданию комплекса активно велась с 2007 года. За основу взят комплекс «Бук-М2» с переходом на новые электронные компоненты. Предполагалось принять комплекс на вооружение в 2009 году, но эти планы не были реализованы. Затем в первой половине 2013 года планировалось начать серийное производство средств комплекса, но в конце года в СМИ было заявлено, что поступление ЗРК «Бук-М3» в ВС России планируется на 2016 год.
В 2015 году указывалось на возможность всеракурсного пуска ракет с ЗРК «Бук-М3», как из вертикального положения, так и из наклонного ТПК.
24 октября 2016 года первые дивизионы ЗРК «Бук-М3» поступили в сухопутные войска вооруженных сил РФ.

## Описание
Комплекс будет комплектоваться ракетами 9М317М с осколочно-фугасной боевой частью разработки концерна «Алмаз-Антей» производства Долгопрудненского НПП, имеющими более высокую скорость и выдерживающими большие боковые перегрузки по сравнению с ракетами комплекса «Бук-М2». Ракета 9М317М оснащена инерциальной системой управления с активной радиолокационной ГСН, что позволяет атаковать высокоманевренные цели в условиях сильного радиоэлектронного противодействия, поражать все существующие аэродинамические цели, наземные и надводные цели или оперативно-тактические ракеты. Старт ракеты осуществляется на основном двухрежимном (старт — марш) РДТТ. Установлена система объективного контроля, созданная на базе современного программного обеспечения с использованием новейшего ЦВК.
Ракета 9М317М на этапе испытаний показала наилучшие характеристики. Она поразила мишени, имитирующие по характеристикам не только самолёты армейской, тактической и стратегической авиации и вертолеты, но и тактические баллистические и стратегические крылатые ракеты, а также ракеты противокорабельных комплексов. В ходе выполнения практических стрельб была подтверждена эффективность поражения противокорабельных ракет, летящих на сверхмалых высотах до пяти метров.
Телетепловизионная система используется для обнаружения целей, их захвата и пассивного сопровождения в автоматическом режиме в любое время суток, и является всепогодной.
Многофункциональная РЛС для СОУ 9А317М создана на ОКР «Авторитет», разработчик — НИИП имени В. В. Тихомирова. Транспортно-заряжающая машина (ТЗМ) 9Т243М разработана и производится на НПП «Старт». Почти все системы ЗРК «Бук-М3» построены на новой элементной базе. Для связи на комплексе установлены современные цифровые средства связи, обеспечивающие бесперебойный обмен как речевой информацией, так и кодированными данными целераспределения и целеуказания. Наведение ракеты возможно выполнять в различных режимах работы: только по ГСН ракеты, в командном режиме, в смешанном.
Шасси для СОУ разработано Мытищинским Машиностроительным Заводом. На шасси использована гидромеханическая трансмиссия третьей серии с электронным блоком управления. Разработан новый интерьер и система защиты экипажа от подрыва. Увеличена грузоподъемность шасси под большее количество ракет (шесть в транспортно-пусковых контейнерах — против четырёх у «Бук-М2», установленных открыто). Артиллерийская часть пускового устройства разработана на НПП «Старт» в 2006 году.
В одном из вариантов исполнения — колёсное шасси семейства МЗКТ-6922 для комплекса «Бук-М3» будет производиться в Белоруссии на Минском заводе колёсных тягачей.

### Стартовые и наземные средства комплекса
- Командный пункт 9С510М — число целевых каналов дивизиона — 36.
- Станция обнаружения и целеуказания 9С36М — сопровождение целей в диапазоне: дальности от 2,5 до 70 км; высоты от 0,005 до 35 км; скорости до 3000 м/с.
- Радиолокационная станция 9С18М3 — трёхкоординатная когерентно-импульсная обзорная РЛС сантиметрового диапазона с электронным сканированием луча в вертикальной плоскости.
- Гусеничная самоходная огневая установка (СОУ) 9А317М — несёт 6 ракет в ТПК на подъемной рампе с многофункциональной РЛС.
- Пусковая установка (ПУ) 9А316М — несёт 12 ракет в ТПК на подъемной рампе.

- Транспортно-заряжающая машина (ТЗМ) 9Т243М.
- Ракета 9М317М для уничтожения всех типов целей в воздухе в условиях сильного противодействия не исключая сложно и интенсивно маневрирующие цели, а также расположенные на воде и на земле[10].

## Тактико-технические характеристики
Зенитный дивизион «Бук-М3» имеет 36 целевых каналов. Как и ЗРК «Бук-М2», новый ЗРК «Бук-М3» имеет в своём составе РПН, что позволяет обнаружить крылатую ракету на высоте 10 м и удалении 40 км.
Комплекс способен поражать воздушные цели, летящие со скоростью до 3 км/с на дальностях от 2,5 до 70 км и высотах от 5 м до 35 км.
В Военной академии войсковой противовоздушной обороны имени Маршала Советского Союза А. М. Василевского, где готовят специалистов для зенитных ракетных комплексов и систем средней дальности, отмечают, что возможности «Бука» с ракетой 9М317М существенно превосходят потенциал предыдущих ЗРК. Один дивизион таких комплексов может сопровождать и обстреливать до 36 целей, поражая их практически со стопроцентным результатом.
В ракетах 9М317М применяется стержневая БЧ с направленным подрывом по целям на высоте до 5 метров. БЧ способна пробивать высокопрочные материалы.

### Вероятность поражения цели одной ракетой
- воздушная неманеврирующая цель — 0,9999[6]
- для крылатой ракеты — 0.8[12]
- наземная или морская цель — обеспечивается[6]

## Варианты
- «Викинг» — экспортная версия сухопутного комплекса[13].
- 3К90М (по классификации НАТО / Департамента обороны США SA-N-7C / Gollum) — корабельный вариант комплекса с морским вариантом ракеты 9М317М в транспортно-пусковом контейнере МС-487, установка вертикального пуска 3С90М, для ВМФ России.
- «Штиль-1» — экспортная версия корабельного комплекса 3К90М с вариантом ракеты 9М317МЭ, УВП 3С90Э.1

## Операторы
- Россия — не менее 60 единиц, по состоянию на 2020 год[14].

ЗРК «Бук-М3» стоят на вооружении следующих формирований:
1. в/ч 32383. 67-я зенитная ракетная бригада[15]
2. в/ч 32406. 53-я зенитная ракетная бригада[16]
3. в/ч 31466. 61-я зенитная ракетная бригада[17]
4. в/ч 41659. 35-я отдельная гвардейская мотострелковая бригада[18]